# Fête de Saint-Georges
La Fête de Saint-Georges, le saint patron de l'Angleterre, également célébré par les églises chrétiennes, les pays et les régions dont il est le saint patron, notamment la Bulgarie, l'Éthiopie, la Grèce, la Géorgie, le Portugal, la Roumanie, la Syrie, le Liban, la Catalogne, l'Alcoi, l'Aragon et Rio de Janeiro.
La Saint-Georges est célébrée le 23 avril, date traditionnellement acceptée de la mort du saint lors de la persécution de Dioclétien.

## Date
Dans les calendriers des Églises luthériennes, ceux de la Communion anglicane et le calendrier général du rite romain, la fête de Saint George est normalement célébrée le 23 avril,. Puisque Pâques tombe souvent près de la Saint-Georges, la célébration de la fête à l'église peut être déplacée : pour 2011, 2014, 2019 et 2022, les calendriers luthérien, anglican et catholique ont célébré la Saint-Georges le premier jour de semaine disponible après l'Octave de Pâques (voir Semaine de Pâques) (respectivement les 2 mai 2011, 28 avril 2014, 29 avril 2019 et 25 avril 2022),,.
Le culte commun dit « Quand le jour de la Saint-Georges… tombe entre le dimanche des Rameaux et le deuxième dimanche de Pâques inclus, il est transféré au lundi après le deuxième dimanche de Pâques ». Il ne dit cependant pas quoi faire si ce jour est le 25 avril — qui est normalement le jour de la Saint-Marc. Cela peut poser un problème comme cela sera le cas en 2033.
La célébration à l'église de presque tous les jours des saints est transférée si elle tombe un dimanche (parce que le dimanche est la célébration de la résurrection du Christ, qui est bien plus importante que la commémoration d'un saint).
En fait, malgré la règle décrite ci-dessus, l'Église catholique romaine d'Angleterre et du Pays de Galles a célébré la Saint-Georges le mardi 26 avril 2022, la fête de la Saint-Marc ayant priorité et étant célébrée le lundi 25 avril. Le lectionnaire du culte commun de l'Église d'Angleterre pour 2022 avait les mêmes dates, la Saint-Georges étant célébrée le mardi 26 avril, selon l'image du livre physique diffusée sur les réseaux sociaux.
De même, la célébration orthodoxe orientale de la fête se déplace en conséquence vers le premier lundi après Pâques ou, comme on l'appelle parfois, vers le lundi de la Bright Week. Outre la fête du 23 avril, certaines églises orthodoxes organisent des fêtes supplémentaires dédiées à Saint-Georges. Par exemple, la Géorgie célèbre la fête de Saint-Georges le 23 avril et, surtout, le 10 novembre (calendrier julien), qui, jusqu'en l'an 2100, tombent respectivement le 6 mai et le 23 novembre dans le calendrier grégorien. L'Église orthodoxe russe célèbre la dédicace de l'église Saint-Georges à Kiev par Iaroslav le Sage en 1051 le 26 novembre (calendrier julien), qui tombe le 9 décembre jusqu'en l'an 2100 sur le calendrier grégorien.
Dans le calendrier tridentin, le jour de la Saint-Georges a reçu le rang de « semi-double ». Dans le calendrier 1955 du pape Pie XII, ce rang est réduit à « Simple ». Dans le calendrier 1960 du pape Jean XXIII, la célébration n'est qu'une "commémoration". Dans la révision du calendrier par le Pape Paul VI qui est entrée en vigueur en 1969, il a reçu le rang équivalent de "Mémorial", d'usage facultatif. Dans certains pays, comme l'Angleterre, le rang est plus élevé.

## Tradition occidentale

Drapeau de l'Angleterre, dérivée de la Croix de saint Georges.

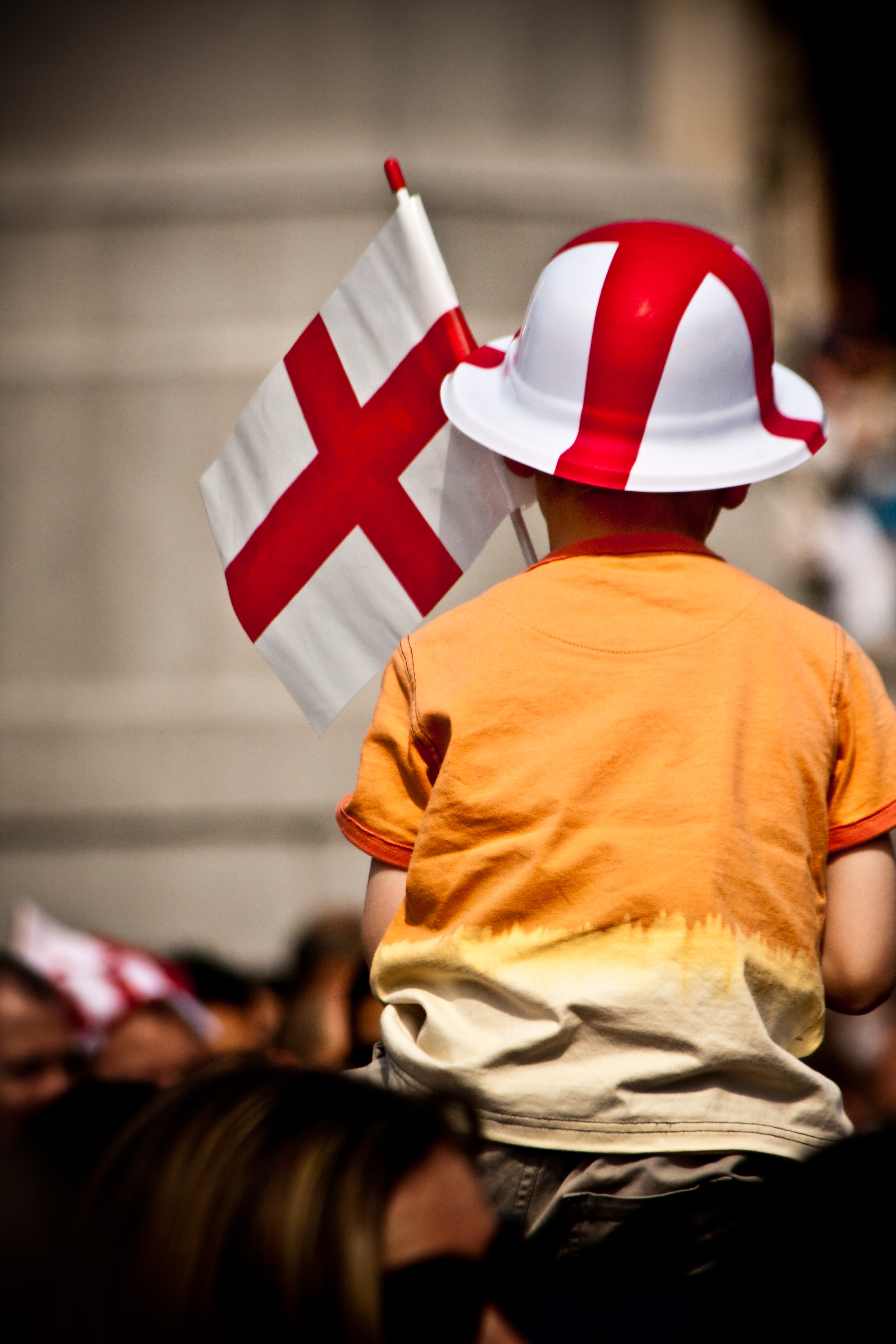
Un enfant avec un drapeau anglais et un chapeau lors d'une Fête de Saint-Georges.

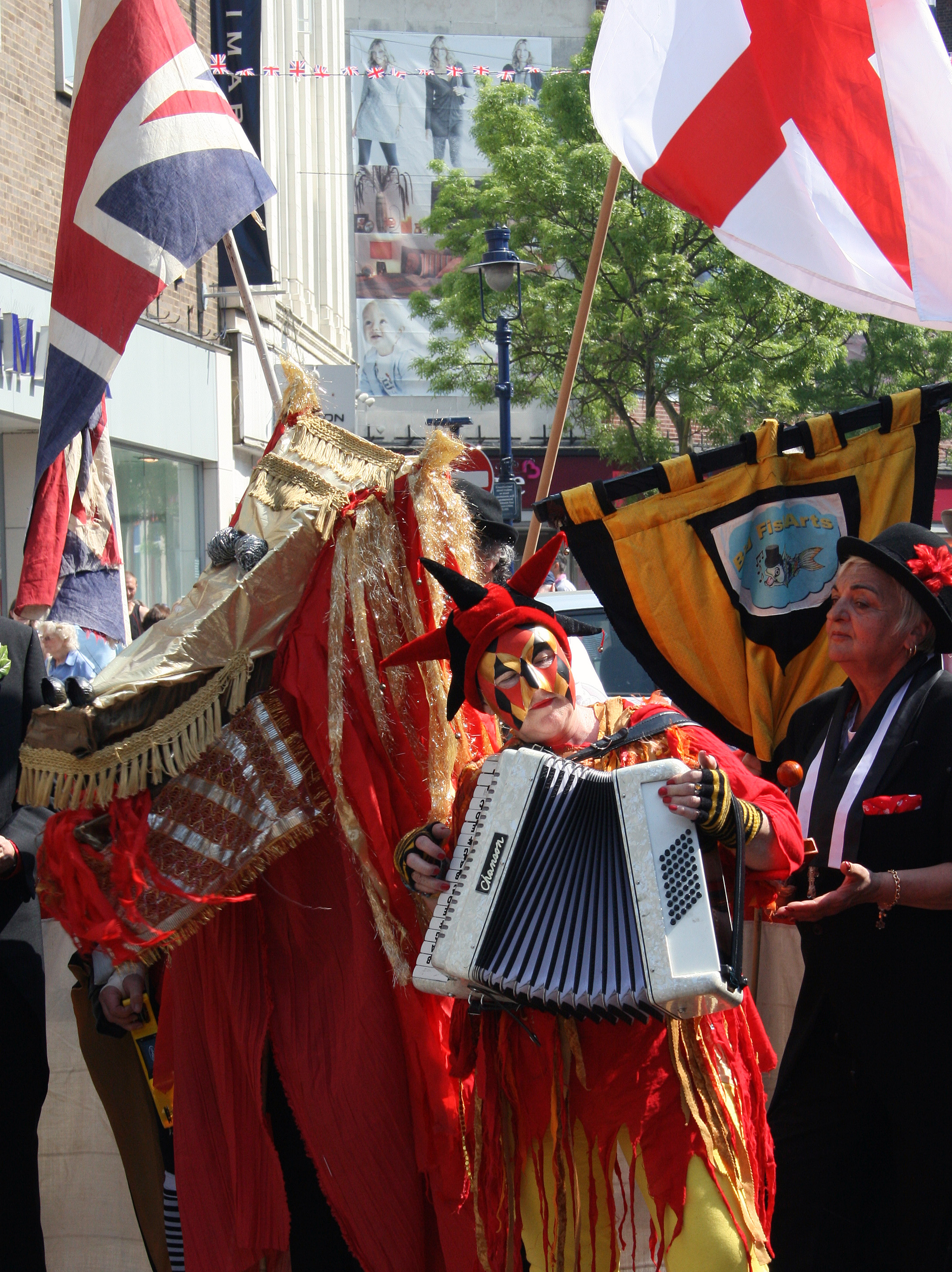
Une célébration de la Saint-Georges dans le Kent en 2011.

### Tradition catholique anglaise et anglicane
La première mention documentée de Saint-Georges en Angleterre vient du moine catholique Bède le Vénérable (c. 673-735). Son jour de fête est également mentionné dans le Durham Collectar, un ouvrage liturgique du IXe siècle. Le testament d'Alfred le Grand fait allusion au saint, dans une référence à l'église de Fordington (en) dans le Dorset. À Fordington, une pierre au-dessus de la porte sud indique l'apparition miraculeuse de Saint-Georges pour mener les croisés au combat. Les premières dédicaces (vers le Xe siècle) d'églises à Saint-Georges sont notées en Angleterre, par exemple à Fordingham dans le Dorset, à Thetford, Southwark et Doncaster. Dans le passé, les historiens ont désigné à tort le synode d'Oxford en 1222 comme élevant la fête à une importance particulière, mais les premiers manuscrits de la déclaration du synode ne mentionnent pas la fête de Saint-Georges. Les déclarations de la province de Cantorbéry en 1415 et de la province d'York en 1421 ont élevé la fête à un double majeur et, par conséquent, le travail a été interdit et la fréquentation de l'église était obligatoire. Édouard III (1327-1377) a placé son Ordre de la Jarretière (fondé vers 1348) sous la bannière de Saint-Georges. Cet ordre est toujours le premier ordre de chevalerie en Angleterre et la chapelle Saint-Georges du château de Windsor a été construite par Édouard IV et Henri VII en l'honneur de l'ordre. L'insigne de l'Ordre montre Saint Georges à cheval terrassant le dragon. Jean Froissart a observé les Anglais invoquer Saint-Georges comme cri de guerre à plusieurs reprises pendant la guerre de Cent Ans (1337-1453). Certains soldats anglais ont également arboré le pennon de Saint-Georges.
Le jour de la Saint-Georges est une grande fête et une fête nationale en Angleterre, au même titre que Noël, depuis le début du XVe siècle. La tradition des célébrations de la Saint-Georges avait décliné à la fin du XVIIIe siècle après l'union de l'Angleterre et de l'Écosse. Néanmoins, le lien avec Saint-Georges se poursuit aujourd'hui. Par exemple, Salisbury organise un concours annuel de la Saint-Georges, dont on pense que les origines remontent au XIIIe siècle. Ces dernières années, la popularité de la Saint-Georges semble augmenter progressivement. En 2006, BBC Radio 3 diffuse un programme complet d'événements de la Saint-Georges, et Andrew Rosindell, député conservateur de Romford, a présenté l'argument à la Chambre des communes pour faire de la Saint-Georges un jour férié. Début 2009, le maire de Londres Boris Johnson mène une campagne pour encourager la célébration de la Saint-Georges, et lors des élections générales de 2017 et 2019, le Parti travailliste fait campagne pour que ce soit un jour férié. Aujourd'hui, la Saint-Georges peut être célébrée avec n'importe quoi d'anglais, y compris la Morris dance et les spectacles des marionnettes Punch and Judy.
Une coutume traditionnelle propre au jour de la Saint-Georges est de tout orner de drapeau à croix de Saint-Georges d'une manière ou d'une autre : les pubs en particulier peuvent être vus le 23 avril festonnés de guirlandes de croix de Saint-Georges. La coutume que l'on chante l'hymne Jérusalem dans les cathédrales, les églises et les chapelles le jour de la Saint-Georges ou le dimanche le plus proche.
Il existe une réaction croissante face à la récente indifférence à l'égard de la fête de Saint-Georges, à l'image d'organisations telles que English Heritage et la Royal Society of St George (en) qui encouragent les célébrations. Il y a également eu des appels pour remplacer St. George comme saint patron de l'Angleterre au motif qu'il était une figure obscure qui n'avait aucun lien direct avec le pays. Cependant, il n'y a pas de consensus évident quant à savoir par qui le remplacer, bien que les noms suggérés incluent Edmond le Martyr, Cuthbert de Lindisfarne, ou Saint Alban, ce dernier ayant obtenu les meilleurs résultats lors d'un sondage sur le sujet réalisé par la BBC Radio 4. Récemment, des appels ont été lancés pour réintégrer Saint Edmund en tant que saint patron de l'Angleterre, car il a été remplacé par George il y a environ 400 ans.
L'observance religieuse de la Saint-Georges change lorsqu'elle est trop proche de Pâques. Selon le calendrier de l'Église d'Angleterre, lorsque le jour de la Saint-Georges tombe entre le dimanche des Rameaux et le deuxième dimanche de Pâques inclus, il est déplacé au lundi suivant le deuxième dimanche de Pâques,. En 2011, par exemple, le 23 avril était le samedi saint, la Saint-Georges a donc été déplacée au lundi 2 mai. L'Église catholique d'Angleterre et du Pays de Galles a une pratique similaire.

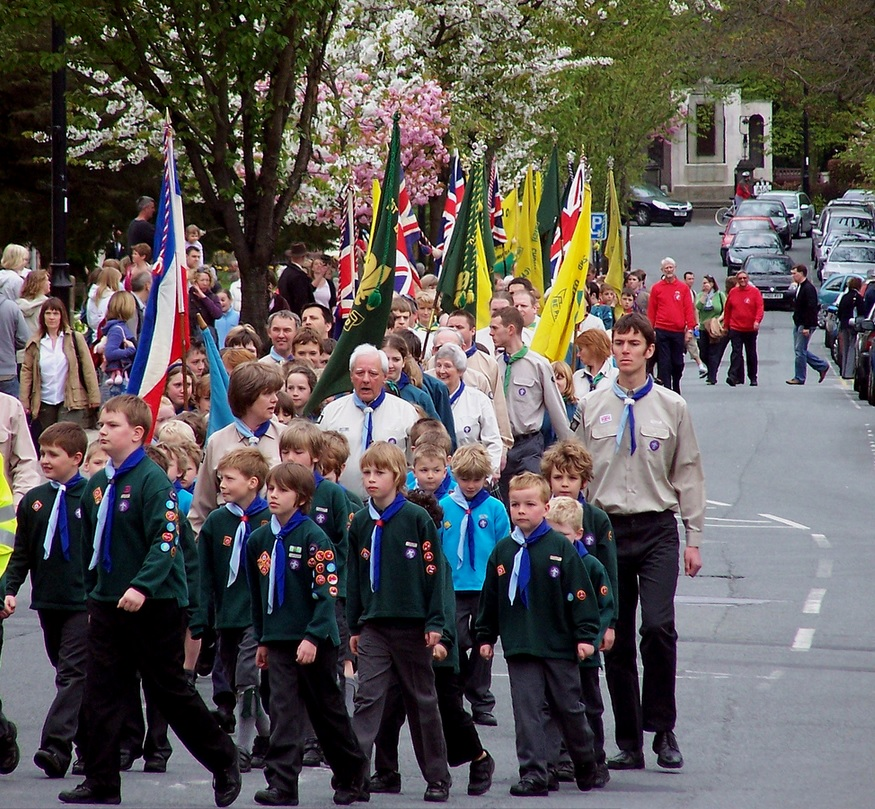
Un défilé des scouts de la Saint-Georges dans le Somerset en Angleterre.

Saint George est le saint patron du mouvement scout qui organise des défilés de la Saint-Georges depuis ses premières années. Saint-Georges est le saint patron de nombreuses autres organisations. Aux États-Unis, le National Catholic Committee on Scouting (Comité catholique national du scoutisme) utilise le saint pour bon nombre de ses récompenses et activités.
En sport, le 23 avril est aussi l'anniversaire du St. George Dragons Rugby League Football Club. Par coïncidence, le club de St. George a disputé son premier match de première année de la New South Wales Rugby League le jour de la Saint-Georges, le 23 avril 1921, au Sydney Sports Ground en Australie.
À Terre-Neuve-et-Labrador, la Saint-Georges est un jour férié provincial, généralement observé le lundi le plus proche du 23 avril.

### Péninsule Ibérique

#### Espagne

La Croix d'Alcoraz. Ce bouclier apparaît dans les armoiries officielles d'Aragon et le drapeau de la Sardaigne.

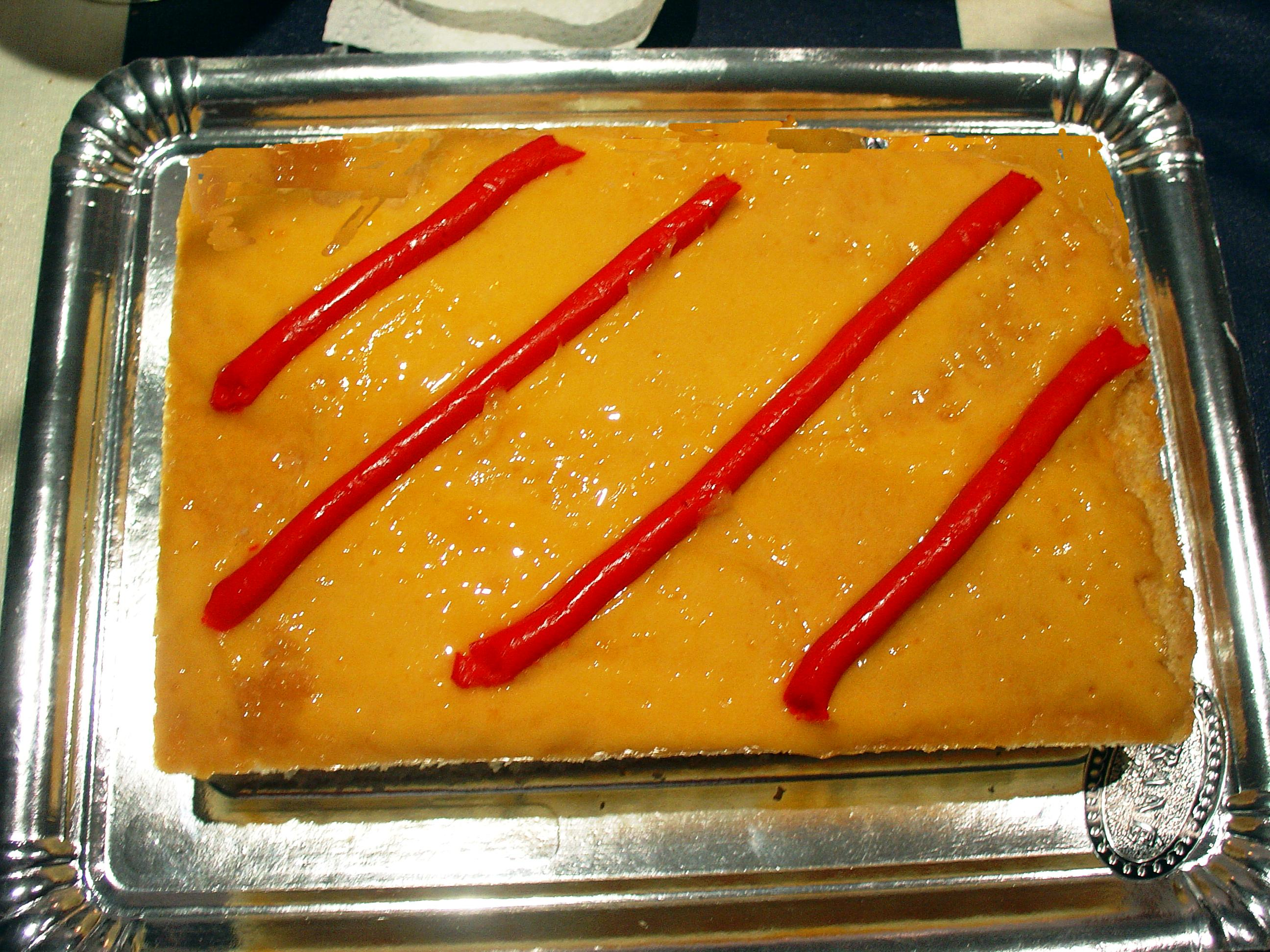
Gâteau de la Sant Jordi.

Saint George est devenu le saint patron de l'ancienne couronne d'Aragon, lorsque le roi Pierre Ier a remporté la bataille d'Alcoraz en 1096, recommandant son armée et son peuple aux auspices du saint. Il est également patron de plusieurs anciens territoires sous la couronne d'Aragon, dont la Catalogne, Valence, la Sicile, la Sardaigne et plusieurs régions d'Italie. Dans la plupart des cas, la raison de l'adoption du saint par ces villes comme saint patron et drapeau commun est liée à l'influence coloniale aragonaise et aux diverses batailles qui se sont déroulées dans toute la Méditerranée pendant la Reconquista. L'expansion internationale de la Reconquista qui a suivi au cours des deux siècles suivants à travers la Méditerranée a également conduit à l'adoption de la croix de Saint-Georges comme blason par les croisés chrétiens.
La Fête de Saint Georges est célébrée avec enthousiasme dans la Région et l'ancien Royaume d'Aragon, et est une fête régionale. Le 23 avril, l'Aragon célèbre son « Día de Aragón » (Jour d'Aragon) en commémoration de la bataille d'Alcoraz (Baralla d'Alcoraz en aragonais), où la ville de Huesca a été reconquise par l'armée aragonaise et dans laquelle la tradition dit que Saint-Georges est apparu à un moment critique pour l'armée chrétienne.
En Catalogne, la Diada de Sant Jordi implique des traditions similaires à celles de la Saint-Valentin dans les pays anglophones. Traditionnellement, les garçons offrent une rose rouge aux filles et les filles offrent un livre aux garçons. Parmi les roses, de nombreuses piles de livres sont en vente dans les rues catalanes ; 1,5 million de livres ont été vendus en 2015.
À Alcoi, ville de la Communauté valencienne, la Saint-Georges est commémorée comme une célébration d'action de grâce pour la prétendue aide que le saint a apportée aux troupes chrétiennes combattant les musulmans lors du siège de la ville. Ses citoyens commémorent la journée par une fête au cours de laquelle des milliers de personnes défilent en costumes médiévaux, formant deux "armées" de maures et de chrétiens et reconstituant le siège qui a rendu la ville aux chrétiens.
Dans la région occidentale de l'Estrémadure, la capitale Cáceres fête la reconquête de la ville de la domination musulmane le 23 avril 1229 par le roi Alfonso IX de León, avec des célébrations commémoratives qui commencent la veille de la fête avec un défilé de Maures et de Chrétiens et diverses effigies de Saint Georges à cheval et du Dragon. Une fois que le défilé atteint la place principale, les protagonistes reconstituent une bataille entre les deux camps culminant avec l'incendie d'une effigie de dragon sélectionnée par les habitants de la ville lors d'un vote.
La ville de Viérnoles (es) en Cantabrie célèbre « Las Fiestas de San Jorge » pendant plusieurs jours, fin avril et/ou début mai,.

#### Portugal
Au Portugal, la dévotion à Saint George remonte au XIIe siècle quand Saint Constable attribue à Saint George la victoire des Portugais contre ce qui est aujourd'hui essentiellement l'Espagne moderne, lors de la bataille d'Aljubarrota au XIVe siècle. Sous le règne du roi Jean Ier (1357-1433), Saint George devient le saint patron du Portugal. Le roi ordonne alors que l'image du saint à cheval soit portée lors de la procession de la fête du Corpus Christi. La devise de l'armée portugaise signifie quant à elle « Portugal et Saint-Georges, en périls et en efforts de guerre ».

### «Georgiritt» en Allemagne

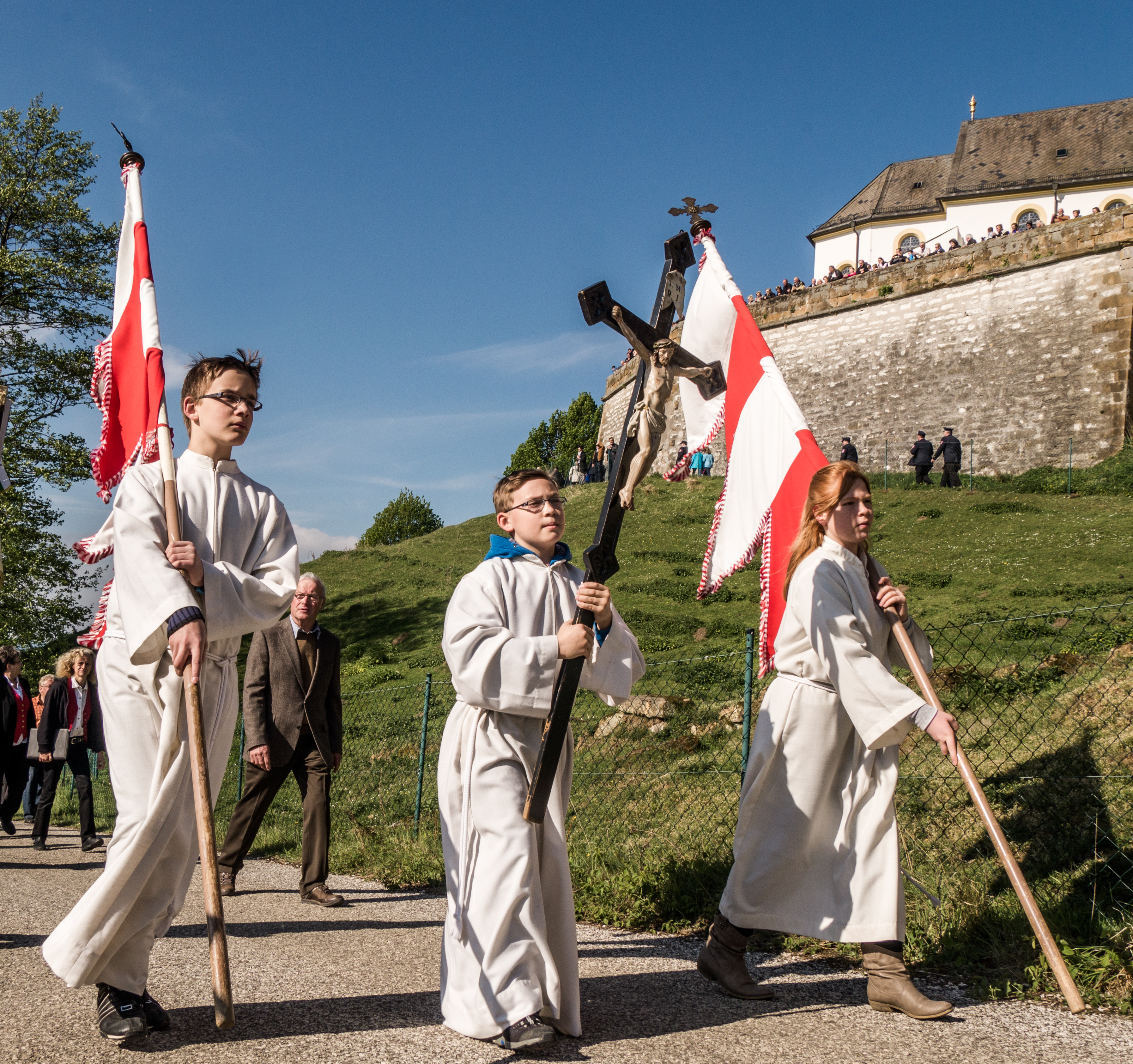
Procession Georgiritt de à Gunzendorf (Buttenheim).

À Buttenheim, commune riche en traditions, et dans de nombreuses autres villes de Bavière, Georgiritt (pluriel Georgiritte ; « La balade à cheval de Georges ») a lieu autour de la Saint-Georges le 23 avril, en particulier autour des églises dédiées au saint. Des chevaux et des chariots décorés de couleurs vives défilent plusieurs fois autour de l'église. Au cours de ces défilés, un service est organisé afin de bénir les cavaliers et les chevaux. Divers concours peuvent être organisés par la suite.
Dès le XVIe siècle, des fermiers individuels se rendaient au Senftenberg pour demander de l'aide à Saint-Georges, leur saint patron. L'église située là est devenue un lieu de pèlerinage en l'honneur de saint Georges pour la première fois après que des auditions miraculeuses, dont on dit qu'elles remontent à l'intercession du saint, sont devenues connues à partir de 1618. Le pèlerinage a perduré durant des siècles et s'est terminé en 1848 lorsque deux hommes sont morts dans une échauffourée.
Un chemin de croix de 14 stations mène à la chapelle. Il a été créé en 1898 et fortifié avec des dalles de béton dans les années 1960. Les stations et le chemin ont été rénovés en 2002 pour plus de 100 000 euros en raison d'un mauvais état et de graves dommages.
Avec l'autorisation du diocèse de Bamberg, le Georgiritt est relancé après la Seconde Guerre mondiale sur l'intervention du maire et forgeron de Frankendorf (de) Georg Brütting et du curé de Gunzendorf (de) Johann Georg Barnickel. Le 26 avril 1951, le premier nouveau Georgiritt a lieu après plus de 100 ans d'interruption. Il a désormais lieu chaque année, le dimanche après la fête de Saint George (23 avril), non pas comme un pèlerinage mais comme une procession en l'honneur du saint.

### Rio de Janeiro
Saint patron de la cavalerie de l'armée brésilienne, Saint George est célébré à cheval dans tout le pays. À Rio de Janeiro, où le saint est extrêmement populaire, la Saint-Georges est un jour de festivités populaires, comme la feijoada, les feux d'artifice, entre autres célébrations.
Le 23 avril, les églises débutent leurs festivités à 3 h 30 du matin par un moment d'Adoration du Saint-Sacrement. Peu de temps après, vers 4 heures du matin, la façade prend de nouvelles couleurs avec un spectacle de projection et de lumière cartographié. La présentation précède le feu d'artifice traditionnel et la messe solennelle de Alvorada de São Jorge, à 5 heures du matin.

### Le 24 avril
Exceptionnellement en République tchèque, en Hongrie et en Slovaquie, la Saint-Georges est fêtée le 24 avril. En Tchéquie, la raison pour laquelle il a été déplacé du 23 au 24 avril dans le cas du svátek sv. Jiří est qu'il y a un le jour de saint Adalbert de Prague (en tchèque Svatý Vojtěch), le saint patron national, qui a été martyrisé le 23 avril 997. Le jour de la Saint Adalbert est célébré d'une manière particulière le 23 avril dans les deux pays qui constituaient l'ex-Tchécoslovaquie.
En Hongrie, le 24 avril est le jour de Saint Georges le tueur de dragons, c'est donc le jour du nom des hommes prénommés György dans le pays. C'est aussi la Fête de la Police, qui l'honore en tant que saint patron.

## Tradition orthodoxe orientale

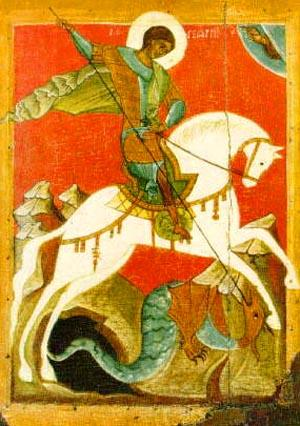
Une icône orthodoxe représentant Saint George.

Sous l'athéisme d'État des anciens pays du bloc de l'Est, la célébration de la Saint-Georges a été historiquement supprimée.
Si le jour de la Saint-Georges tombe pendant le Grand Carême ou la Semaine Sainte ou encore le jour de Pâques, il est observé le lundi de Pâques.

### Tradition slave orientale

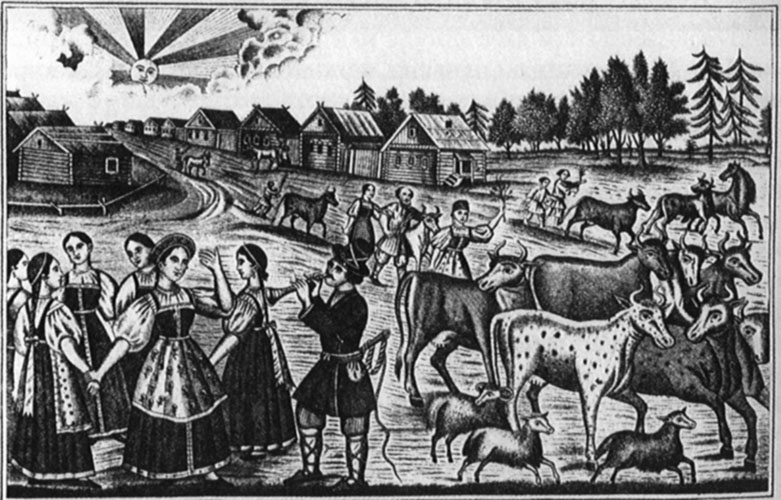
Illustration du XIXe siècle représentant le « Jour de Yuri au printemps » en Russie.

L'Église orthodoxe russe, qui utilise le calendrier julien, a deux fêtes importantes de saint Georges. Outre la fête du 23 avril (calendrier julien), commune à toute la chrétienté, les Russes célèbrent également l'anniversaire de la dédicace de l'église Saint-Georges à Kiev par Iaroslav le Sage (1051) le 26 novembre (calendrier julien), qui correspond au 9 décembre du calendrier grégorien. L'une des formes russes du nom de George étant Iouri, les deux fêtes sont connues sous le nom de « Vesenniy Yuriev Den » (Jour de Iouri au printemps) et « Osenniy Yuriev Den » (Jour de Iouri à l'automne).

### Tradition des slaves du sud et fête du printemps des Balkans

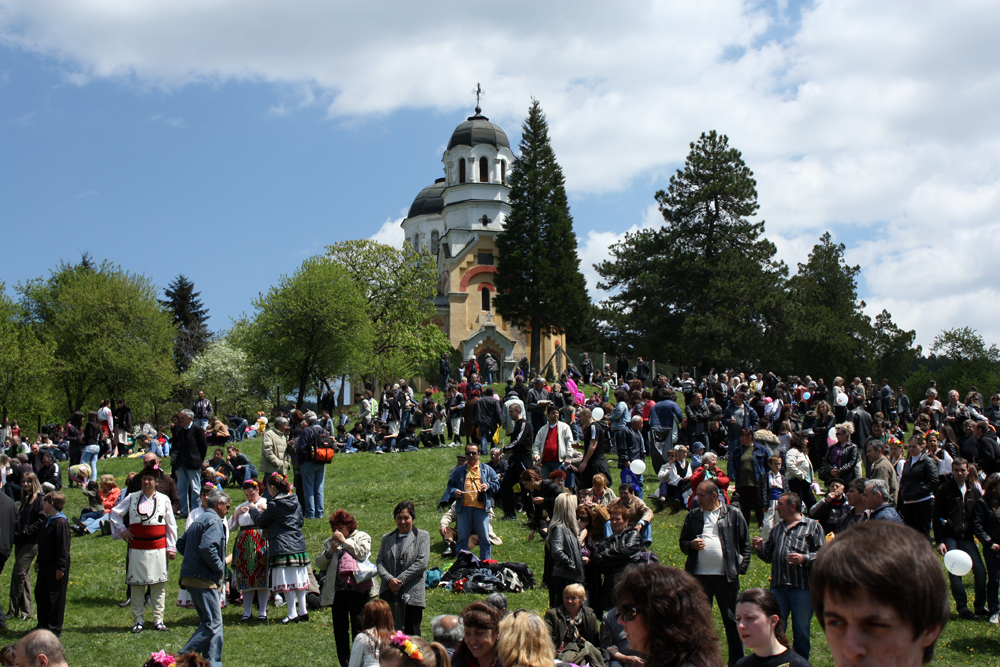
Célébrations de la Saint-Georges en Bulgarie.

En serbe, la Saint-Georges s'appelle Đurđevdan (en cyrillique : Ђурђевдан) et est célébrée le 6 mai de chaque année, car l'Église orthodoxe serbe utilise le calendrier julien à l'ancienne. Le jour de la Saint-Georges est l'une des Slavas (journée patronale de la famille) les plus courants chez les Serbes. Đurđevdan est également célébré par les Roms orthodoxes et musulmans et les Gorans musulmans. Đurđevdan est célébré, en particulier, dans les régions de Raška en Serbie. En plus d'être la Slava de nombreuses familles, la Saint-Georges est marquée par des pique-niques matinaux, de la musique et des danses folkloriques.
Le jour de la Saint-Georges (Гергьовден, Gergyovden), qui est peut-être le jour de la fête d'un saint le plus célébré en Bulgarie, est férié dans ce pays. Il a lieu le 6 mai de chaque année. Un rituel courant consiste à préparer et à manger un agneau entier, une pratique ancienne peut-être liée aux traditions sacrificielles païennes slaves et au fait que Saint-Georges est le saint patron des bergers. Les Bulgares pensent également que c'est un jour magique où tous les mauvais sorts peuvent être brisés. Jadis, ils croyaient que le saint aidait les cultures à pousser et qu'il bénissait la rosée du matin. Alors à l'aube, ils marchaient dans les pâturages et les prairies et recueillaient la rosée, se lavaient le visage, les mains et les pieds pour la bonne chance, et même chez certains ruraux de certaines régions de la Bulgarie, ils avaient avaient pour coutume de s'y rouler nu.
La Saint-Georges est également la Journée des forces armées bulgares, officialisée par un décret du prince Alexandre de Battenberg le 9 janvier 1880. Des défilés sont organisés dans la capitale Sofia pour présenter le meilleur de l'équipement et des effectifs de l'armée bulgare, ainsi que dans les grandes villes du pays.
La Saint-Georges est également appelée « Đurđevdan » et est célébrée par les Serbes de Bosnie et les Roms (à la fois orthodoxes et musulmans), mais a également été célébrée par les autres groupes ethniques de Bosnie-Herzégovine. L'attrait généralisé de Đurđevdan peut être vu dans la chanson folklorique Đurđevdan popularisée par Bijelo Dugme ainsi que dans le roman Le Derviche et la Mort de Meša Selimović.
Dans l'Église grecque orthodoxe, la Saint-Georges est célébrée le 23 avril, à moins que cette date ne tombe pendant le Carême ou la Semaine sainte. La Saint-Georges est alors célébrée le lundi de Pâques. D'autres saints moins importants sont commémorés pendant le carême ou la semaine sainte à leurs dates habituelles. Cependant, en raison de la position de Saint-Georges comme l'un des mégalomartyrs les plus vénérés de l'Église, la date de célébration est déplacée afin que les gens puissent pleinement fêter la journée.
Dans l'Église géorgienne, Saint-Georges le Porteur de la Victoire est commémoré deux fois par an : le 23 novembre (la Rupture sur la roue du saint grand martyr George) et le 6 mai (la décapitation de Saint-Georges). Les célébrations ont probablement commencé aux IVe siècle et Ve siècle. En Géorgie, le jour de la fête du 23 novembre est attribué à Nino de Géorgie, qui dans l'hagiographie géorgienne est une parente de Saint-Georges, et est principalement créditée d'avoir apporté le christianisme aux Géorgiens au IVe siècle.
L'Église orthodoxe roumaine, qui utilise le calendrier julien révisé, célèbre quant à elle la Saint-Georges le 23 avril.

## Moyen-Orient
- Voir aussi Feast of Saint George (Palestine) (en)

La vénération de Saint-Georges en tant que martyr est originaire du Levant. Elle s'est propagée de la Palestine au Liban jusqu'au reste de l'Empire byzantin - bien que le martyr ne soit pas mentionné dans le bréviaire syriaque. Une église titulaire construite à Lydda sous le règne de Constantin le Grand (qui a régné de 306 à 337) était consacrée à «un homme de la plus haute distinction» ; l'identité de cet homme comme étant Saint George a été affirmée au VIIe siècle. L'église a été détruite par les musulmans en 1010, mais a ensuite été reconstruite et dédiée à Saint George par les croisés. En 1191 et pendant le conflit connu sous le nom de troisième croisade (1189-1192), l'église fut à nouveau détruite par les forces de Saladin, sultan de la dynastie ayyoubide (qui a régné de 1171-1193). Une nouvelle église a de nouveau été érigée en 1872 et est toujours debout aujourd'hui.
Les chrétiens du Moyen-Orient continuent de célébrer la Saint-Georges, et la coutume a été adoptée dans la tradition musulmane via l'identification du saint avec la figure d'Al-Khidr et une association dans la croyance populaire avec la médecine et la guérison. Dans la culture palestinienne, la fête a lieu le 5 mai, dans la ville palestinienne d'al-Khader, juste au sud de Bethléem. Historiquement, la fête attire des Arabes de toute la Palestine pour visiter le monastère de Saint George. Le matin du 6 mai, des chrétiens palestiniens de Beit Jala, Bethléem, Beit Sahour et d'autres parties de la Palestine défilent en procession vers le monastère.
À Mossoul, dans le nord de l'Irak, le monastère Saint-Georges a été détruit en novembre 2014 par des militants de l’État islamique.
La Saint-Georges (Jeries) est également largement célébrée en Jordanie, en particulier dans une ville près d'Amman la capitale, appelée Fuheis (en). Dans ce pays, de nombreuses églises sont dédiées à Saint-Georges.
La Saint-Georges est célébrée dans tout l'Irak et le Liban, mais surtout dans les villes et villages où des églises dédiées à Saint-Georges ont été érigées.
De nombreuses dénominations chrétiennes en Syrie célèbrent la Saint-Georges, en particulier dans le gouvernorat de Homs.Les participants dînent ensuite, et dansent traditionnellement. Le monastère de Mar Jurjus (Saint-Georges) remonte au VIe siècle et est un centre régional du christianisme orthodoxe.

## En littérature
Dans le livre Dracula de Bram Stoker publié en 1897, il est dit que des choses mauvaises se produisent la veille de la Saint-Georges, à partir de minuit. La date de la Saint-Georges présentée dans le livre, le 5 mai (sur le calendrier grégorien occidental), est la Saint-Georges telle qu'observée par les églises orthodoxes orientales de cette époque. La croyance est que les moroi (vampires vivants), les sorcières et autres créatures sombres doivent rassembler tout le pouvoir maléfique qu'ils peuvent entre minuit et l'aube du jour saint du saint, il est donc dangereux de sortir cette nuit-là.
« [Extrait de Dracula, 1897] "Sais-tu quel jour on est ?" J'ai répondu que c'était le 4 mai. Elle secoua la tête en répétant : « Oh, oui ! Je le sais, je le sais ! mais savez-vous quel jour nous sommes ? Sur ma parole que je ne comprenais pas, elle poursuivit : « C'est la veille de la Saint-Georges. Ne savez-vous pas que ce soir, quand l'horloge sonnera à minuit, toutes les mauvaises choses du monde auront leur plein essor ? »
La pièce Andorra de Max Frisch sortie en 1961 se concentre fortement sur les célébrations andorranes (fictives) de la Saint-Georges. La pièce commence et se termine par des références à une cérémonie de blanchiment des maisons par les vierges de la ville, reflétant à nouveau le thème central de la journée, la pureté.
La pièce Jerusalem de Jez Butterworth sortie en 2009 se déroule le jour de la Saint-Georges, le 23 avril, également le jour de la mort et le jour de naissance estimé de William Shakespeare.
Le premier roman de Lee Sheridan, St George's Day, qui se déroule à Maynooth le 23 avril 2020, examine la journée dans la vie d'un employé de supermarché à temps partiel. Le protagoniste, un étudiant en théologie paresseux, commence à remarquer des parallèles entre sa vie et la vie de St George. Comme le dit le texte de présentation, il doit équilibrer "le travail banal avec la méditation, l'imagination et un gestionnaire de bouche (le Dragon)".